# Aelfgifu
Aelfgifu (također u oblicima: Ælfgifu, Ælfgyfu, raniji oblici Elfgiva, Elgiva itd.) je staroenglesko žensko osobno ime. Može se odnositi na:
- sveta Aelfgifu Shaftesburyjska (Elgiva Shaftesburyjska), supruga engleskog kralja Edmunda I.
- Aelfgifu, supruga kralja Edwyja, supruga kralja engleskog Edwyja (Eadwiga)
- Aelfgifu od Yorka, prva supruga Ethelreda Nespremnog
- Ema Normandijska, druga supruga Ethelreda Nespremnog i druga supruga Knuta Velikog; u staroengleskim izvorima se zove "Ælfgifu"
- Aelfgifu Northamptonska, prva supruga kralja Knuta Velikog; u staronordijskom joj je ime došlo u oblik Álfífa
- Aelfgifu, supruga mercijskog grofa Aelfgara, sina Leofrika i Godive (Godgifu)
- Aelfgifu od Wessexa, kćer Godwina i sestra engleskog kralja Harolda II.
- Aelfgifu, kćer Ethelreda II. Nespremnog, kćer engleskog kralja Ethelreda Nespremnog i supruga Uhtreda Hrabrog
- Aelfgyva, žena nepoznata identiteta u tapiseriji iz Bayeuxa